# Amélie Thyssen
Amélie Thyssen (née le 11 septembre 1877 à Mülheim et morte le 25 août 1965 au château de Puchhot (de)) est une héritière allemande et la femme de Fritz Thyssen.

## Biographie

### Régime nazi
Pendant la Seconde Guerre mondiale, elle a volontairement rejoint son mari au camp de concentration de Dachau et plus tard à Buchenwald.

### Mort de son mari
Elle a hérité de l’empire de l’acier et du charbon Thyssen à la mort de son mari, Fritz, en 1951.
Elle a lancée la Fondation Fritz Thyssen pour aider à faire progresser la science allemande.

### Décès
Elle meurt au château de Puchhot le 25 août 1965.

## Distinction
- Grand-croix de l'ordre du Mérite de la République fédérale d'Allemagne[1].